# Katiana Milfort
 (juin 2023).
Pour les articles homonymes, voir Milfort.
Katiana Milfort est une actrice, comédienne et productrice haïtienne, née à Port-au-Prince un 26 novembre,.

## Biographie
Katiana Milfort étudie au collège des Sœurs de La Charité de Saint-Louis de Bourdon, à Port-au-Prince. De 2004 à 2008, elle suit une formation au théâtre et aux arts de la scène sous la direction de Daniel Marcelin à l'école de théâtre et des arts de la parole du Petit Conservatoire, à Delmas. Elle est figurante et danseuse dans le film Pluie d'espoir du réalisateur Jacques Roc, sorti en 2005. En 2006, elle suit un stage en ethnodrame auprès de Petro Varrasso, pédagogue au conservatoire royal de Liège, dans le cadre du projet Macbeth, de Shakespeare.   
En 2007, Katiana Milfort incarne le personnage de la cuisinière dans L'Élection d'Alexandre Sutto, écrite par Dimitru Crudu et mise en scène par Benoit Vitse, à l'occasion du festival Quatre chemins. Nue pour jouer son rôle au cours d'une scène de la pièce lors la première représentation, elle est violemment critiquée par des journalistes et des spectateurs, ce qui pousse le metteur en scène à couvrir l'actrice d'un foulard transparent lors des spectacles suivants.   
De 2006 à 2008, elle travaille au ministère de la culture et de la communication en tant que technicienne et éclairagiste. En 2006, à l'occasion du festival Quatre Chemins, elle joue dans la pièce La mort d'Alexandre Sutto, mise en scène par Benoît Vitse. De 2007 à 2008, elle est l'assistante d'Albert Moléon à la mise en scène de la pièce 12e étage, écrite par Gary Victor. Elle interprète le rôle de La Vandière dans Les fourberies de Scapin, mises en scène par Daniel Marcelin. De nouveau dans le cadre du festival Quatre Chemins, elle joue dans L'élection d'Alexandre Sutto, mise en scène de Benoît Vitse.   
En 2008, elle est professeure de théâtre, responsable artistique et bibliothécaire à l'école Notre Dame du Perpétuel Secours des Sœurs Salésiennes des Cayes, à Haïti. La même année, elle prend part au spectacle Haïti terre de feu, mis en scène par Daniel Marcelin et produit par Yole Dérose.    

### Parcours artistique

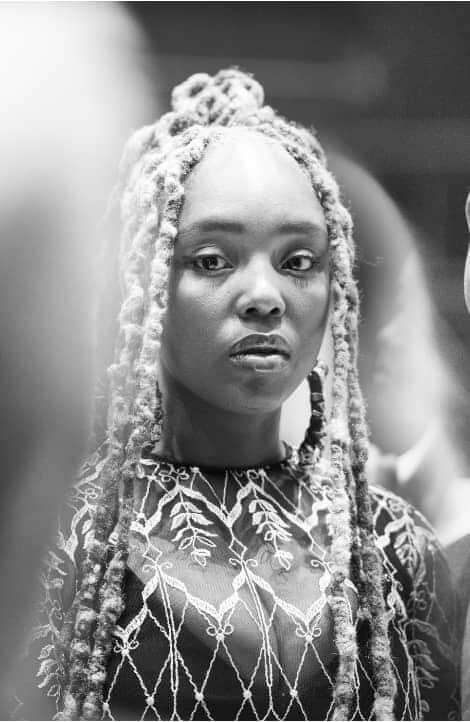
Katiana Milfort 1

Diplômée de l'École du Petit conservatoire en 2008 ou en 2009, Katiana Milfort incarne notamment jusqu'en 2015 des personnages des Fourberies de Scapin, d'Haïti Terre de Feu et de Migrant, les immortels, et collabore avec Yole Dérose, Daniel Marcelin et Guy Régis Junior. Elle travaille également comme metteuse en scène aux côtés de Gaëlle Bien-aimé dans Le Genre et le Nombre, et co-met en scène Talon aiguille, Talon d'Achille et Albert Timoléon (12e étage).
En 2014, elle joue le premier rôle féminin du film Mythe de la caverne, réalisé par Ciné Institute. Elle joue dans le film, Port-au-Prince, Dimanche 4 janvier, sorti en juillet 2015 et réalisé par François Marthouret d'après le roman Bicentenaire de Lyonel Trouillot. En 2016, elle incarne le rôle de Nadine dans Laissez-les décider, réalisé par Dominique Philippe et en juillet de cette même année, elle prend part à la dix-neuvième Rencontre internationale de théâtre de l'Aria en Corse, dans le cadre d'un stage de formation réalisé annuellement avec des artistes italiens, colombiens, suisses, allemands, grecs, burkinabés, algériens, brésiliens et français.
En 2018, elle fonde avec quelques amis l'entreprise de production de spectacles de théâtre Enjeu. Elle travaille sur les projets On purge bébé, écrit par Georges Feydeau et mis en scène par Marie Murcia, Les Corps étrangers, écrit par Aïat Fayez et mis en scène par Matthieu Roy, et la lecture-spectacle Et après ? Je me tais. Et j'existe !, de Marie Murcia. Dans Zombi Child, de Bertrand Bonello, elle joue le rôle de la prêtresse Manbo Katy. Le film est présenté à la Quinzaine des réalisateurs dans le cadre du Festival de Cannes 2019,. Elle participe aussi à plusieurs feuilletons radiophoniques dont Bis kafou, en 2019. 
En 2021, Katiana Milfort réalise le court-métrage Zaho, en hommage au photojournaliste haïtien Vladjimir Legagneur, disparu en mars 2018 à Haïti. Le film est sélectionné pour l'édition 2021 du festival Vues d'Afrique.

### Vie privée

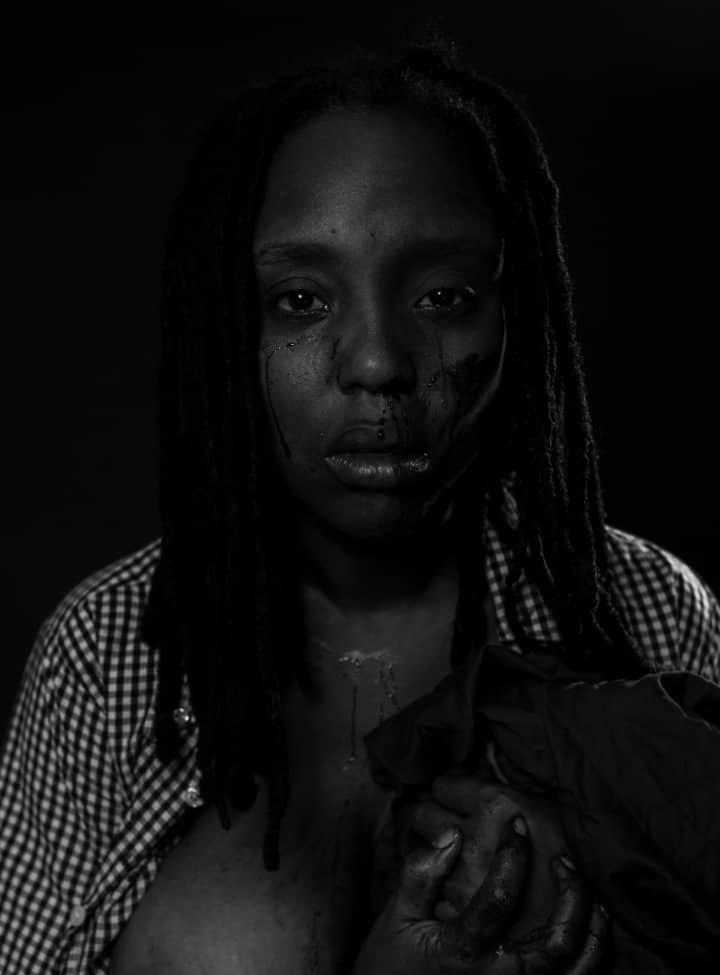
L’actrice Katiana Milfort

Abandonnée à l'âge de dix ans par son père avec sa petite sœur, Katiana Milfort le recroise par hasard quelques années plus tard, en sortant de l'école secondaire, et fugue pour aller vivre avec lui avant de retourner au bout d'un mois chez sa mère, qui travaille à l'hôpital français d'Haïti. Atteinte du sida, maladie dont sa fille ignore alors l'existence, celle-ci meurt un mois plus tard. Repoussées par leur famille maternelle, Katiana Milfort et sa sœur sont prises en charge par leur marraine et vivent chez elle pendant deux ans.